# Фишер, Йона
Йона Фишер (ивр. יונה פישר‎; 1932, Тель-Авив — 3 марта 2022, там же) — израильский музейный куратор и художественный критик. Куратор отдела современного искусства Музея Израиля (Иерусалим, 1965—1991), главный куратор Тель-Авивского музея изобразительных искусств (1991—1993), основатель, главный куратор и художественный консультант Ашдодского музея изобразительных искусств (2004—2011). Лауреат Премии Израиля (1977).

## Биография
Родился в 1932 году в Тель-Авиве (подмандатная Палестина) в семье сионистского функционера Мориса Фишера. В детстве, во время Второй мировой войны связи с частыми разъездами отца, бывшего также офицером «Свободной Франции», сменил несколько школ, учился в Бейруте и Сидоне в школах Всемирного еврейского союза, а с 14 лет — во Франции, где и окончил среднюю школу.
В годы жизни в Париже Фишер глубоко заинтересовался изобразительным искусством. Он часто посещал экспозиции Лувра и завязал дружеские отношения с художником Авигдором Арихой. По возвращении в Палестину (к этому времени Государство Израиль) в 1951 году отслужил в Армии обороны Израиля, после чего поселился в Иерусалиме, где в 1954 году нашёл работу на неполную ставку в архиве репродукций художественного музея академии «Бецалель». В том же году по предложению директора музея Мордехая Наркиса организовал первую в карьере экспозицию, экспонатами которой стали работы Жоржа Руо из серии «Miserere». Работа в музее позволила Фишеру завязать отношения в художественных кругах Израиля, и по предложению Габриэля Тальфира, редактора журнала «Газит» он начал писать рецензии на выставки в Иерусалиме. Позже начал писать рецензии для журнала «Маса», публиковался как художественный критик также в газетах «Гаарец» и «Ла-мерхав».
В 1959 году направлен израильским руководством в Париж как организатор первой биеннале молодых художников. После этого посещал курсы повышения квалификации в Городском музее Амстердама, а затем, также в течение полугода, проходил практику в Базельском художественном музее. Вернувшись в Израиль, направил усилия на организацию выставок молодых авторов (Лея Никель, Игаль Тумаркин, Самуэль Бак). Организовал также выставки Юлиуса Биссье, Антона Хейбура, пригласил работать в академии «Бецалель» Жоржа Матьё.
В 1961 году стал автором главы об израильской живописи в книге «Искусство в Израиле», составил также ряд статей об искусстве в Еврейской энциклопедии. С 1964 по 1970 год был редактором литературно-художественного журнала «Кав». После основания Музея Израиля и переезда коллекции музея «Бецалель» в новое здание продолжил работу куратора в новом музее.
Среди важнейших выставок, которые Фишер организовал в Музее Израиля, была выставка 1971 года «Концепция+информация» (ивр. מושג+אינפורמציה‎), ставшая первой экспозицией концептуального искусства в Израиле. В 1977 году подготовил экспозицию «Территория цвета» в израильском павильоне Венецианской биеннале. В этой экспозиции, впервые за историю выставок израильского искусства за рубежом, присутствовали работы представителей этнических меньшинств Израиля. Параллельно с работой куратора подготовил к печати книги о творчестве художников Авигдора Стемацкого и Песаха Слабоского и о художественной коллекции банка «Дисконт». В 1977 году стал лауреатом Премии Израиля в области дизайна (деятельность Фишера в аргументах жюри была охарактеризована как «дизайн выставок»).
В 1991 году Фишер получил предложение занять пост главного куратора Тель-Авивского музея изобразительных искусств. Он принял это предложение, но уволился уже через полтора года из-за разногласий с дирекцией музея. Попытка вернуться в Иерусалим оказалась неудачной, так как руководство музея посчитало, что в ходе работы в Тель-Авиве Фишер нанёс ущерб интересам Музея Израиля. Фишер возобновил сотрудничество с этой организацией только в 2002 году как приглашённый куратор выставки Моше Купфермана.
В начале 2000-х годов стоял у истоков создания Ашдодского музея изобразительных искусств. Среди наиболее важных экспозиций, организованных Фишером в этом музее, была выставка 2008 года «Рождение „сейчас“: 60-е годы в израильском искусстве». Он сотрудничал с Ашдодским музеем с 2004 по 2011 год, не только как куратор, но и как художественный консультант.
Фишер не был женат, хотя много лет жил с постоянной партнёршей Нехамой. Детей у них не было. Фишер скончался у себя дома в марте 2022 года в возрасте 89 лет.